# Љубиша Јовановић (писац)
Љубиша Јовановић (Старо Село (Велика Плана), 1936) српски је писац, аутор неколико романа који се углавном баве судбинама поморавских сељака у вихорима ратова и превирања, што аутор црпе из сопствене породичне историје, мада има и збирке прича, једну оформљену као други део троделног романа ("Звезданица", као део Замка у времену), а другу као антологију сатире (Чудне гуске моје мајке Јулије).
Професионално, др Јовановић је читав радни век провео као пулмолог у Плућном диспанзеру у Великој Плани, и почео је да објављује и добија награде за литерарне радове као лекар који се писањем бави узгред, као хобијем, док је књижевни рад потпуно ставио у фокус по пензионисању и од тада објавио већину својих књига.